# Fernand Boukobza
Pour les articles homonymes, voir Boukobza.
Fernand Boukobza est un architecte français, né le 30 janvier 1926 à Sousse en Tunisie et mort le 4 décembre 2012, dans le 13e arrondissement de Marseille (Bouches-du-Rhône).

## Biographie
Diplômé de l’École nationale supérieure des beaux-arts, atelier Castel/Hardy, en 1956, il a été l’élève de Charles Lemaresquier, Emmanuel Pontremoli et Leconte.
Il fit ses études à l’école régionale des Beaux-Arts de Marseille en travaillant parallèlement dans les ateliers d’André Devin et André-Jacques Dunoyer de Segonzac. L’enseignement de ce dernier et les visites de l’unité d’habitation de Le Corbusier durant le chantier firent naître chez lui un goût pour le béton que partagera toute une génération.
Sensible à la modernité américaine et aux expérimentations plastiques de Richard Neutra et Marcel Breuer, Fernand Boukobza eut l’occasion d’exprimer ses talents à Marseille et dans la région grâce essentiellement à la maîtrise d’ouvrage privée.

## Réalisations
- Première œuvre en 1954-1955 à Marseille : maison individuelle du Roucas Blanc
- Maisons jumelles du Parc Talabot en 1964
- Usine de la Compagnie Fruitière (1964-1967)
- La Castellane (1966) avec Pierre Jameux, Pierre Mathoulin et Pierre Meillassoux
- Unité d'habitation Le Brasilia en 1967 (Label « Patrimoine du XXe siècle »)
- Institut de la Cadenelle (1968-1969)
- Siège de la société IBM (1968) avec Jean Nogaro
- Synagogue de Sainte-Marguerite entre 1969 et 1973 (Label « Patrimoine du XXe siècle »)
- Stations Jules Guesde et Estrangin - Préfecture du métro de Marseille
- Opération de logements HLM du boulevard Sainte Marguerite à Marseille (1986-1988).

Entre 1970 et 1991, il enseigna le projet à l’école d’architecture de Marseille-Luminy. Il continua sa carrière à son agence dans l'immeuble le Corbusier jusqu'au début des années 2000.